# 七彩林蔭路站
七彩林蔭路站（羅馬化：Tsvetnoy bulvar）是莫斯科地鐵謝爾普霍夫－季米里亞澤夫線的一個車站，位於莫斯科市中心。七彩林蔭路站開通於1988年12月31日。在該站可換乘柳布林諾－德米特羅夫線。